# Dendrocryphaea gorveana
Dendrocryphaea gorveana är en bladmossart som beskrevs av Jean Édouard Gabriel Narcisse Paris och W. P. Schimper in Brotherus 1905. Dendrocryphaea gorveana ingår i släktet Dendrocryphaea och familjen Cryphaeaceae. Inga underarter finns listade i Catalogue of Life.